# Notolepis
Notolepis is een geslacht van straalvinnige vissen uit de familie van barracudinas (Paralepididae). Het geslacht is voor het eerst wetenschappelijk beschreven in 1908 door Dollo.

## Soorten
- Notolepis annulata Post, 1978
- Notolepis coatsi Dollo, 1908